# Прата (Гросето)
Прата (итал. Prata) је насеље у Италији у округу Гросето, региону Тоскана.
Према процени из 2011. у насељу је живело 584 становника. Насеље се налази на надморској висини од 607 м.